# Narnia coachellea
Narnia coachellea är en insektsart som beskrevs av Bliven 1956. Narnia coachellea ingår i släktet Narnia och familjen bredkantskinnbaggar. Inga underarter finns listade i Catalogue of Life.